# Ampelisca marooma
Ampelisca marooma är en kräftdjursart. Ampelisca marooma ingår i släktet Ampelisca och familjen Ampeliscidae. Inga underarter finns listade i Catalogue of Life.